# День прикордонника (Росія)

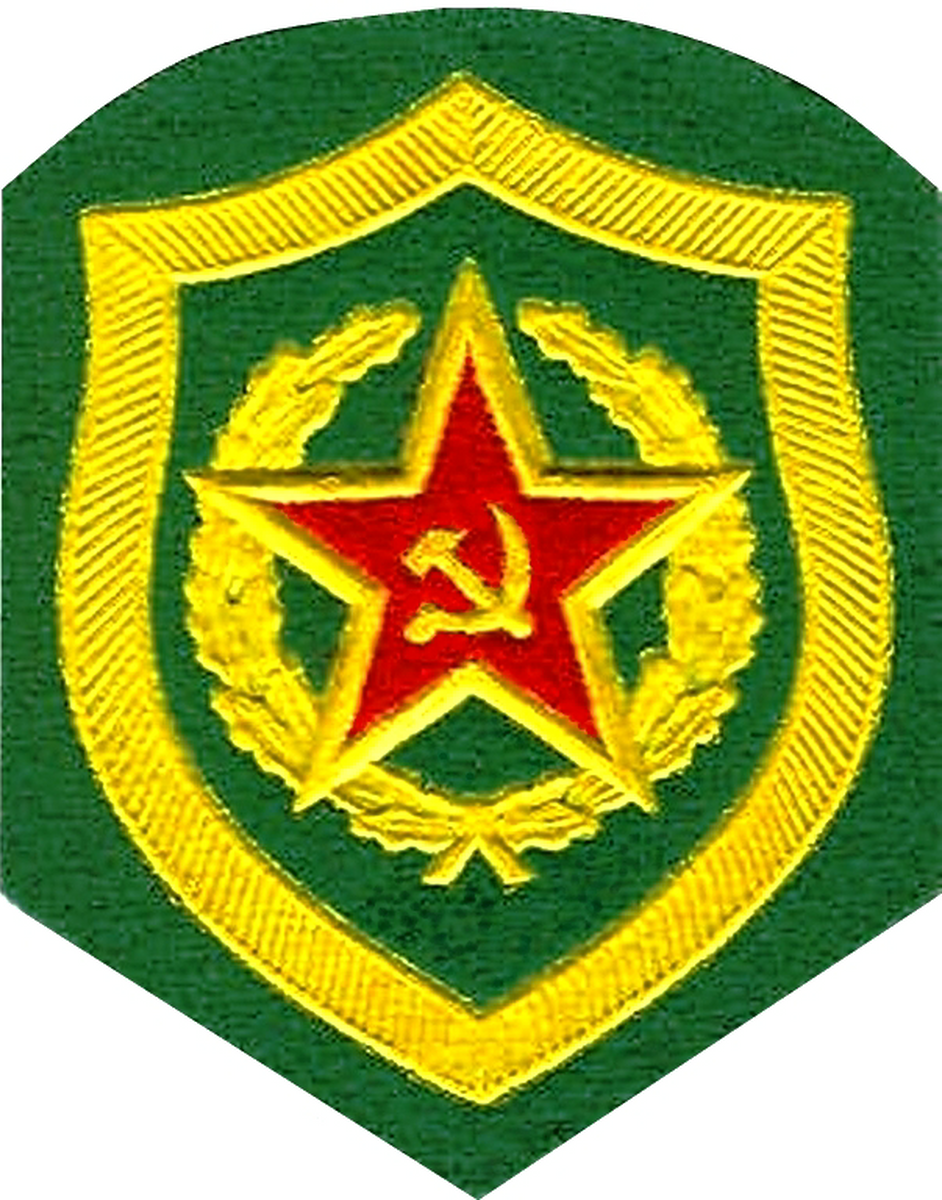
Нарукавний знак (нашивка) Прикордонних військ КДБ СРСР.

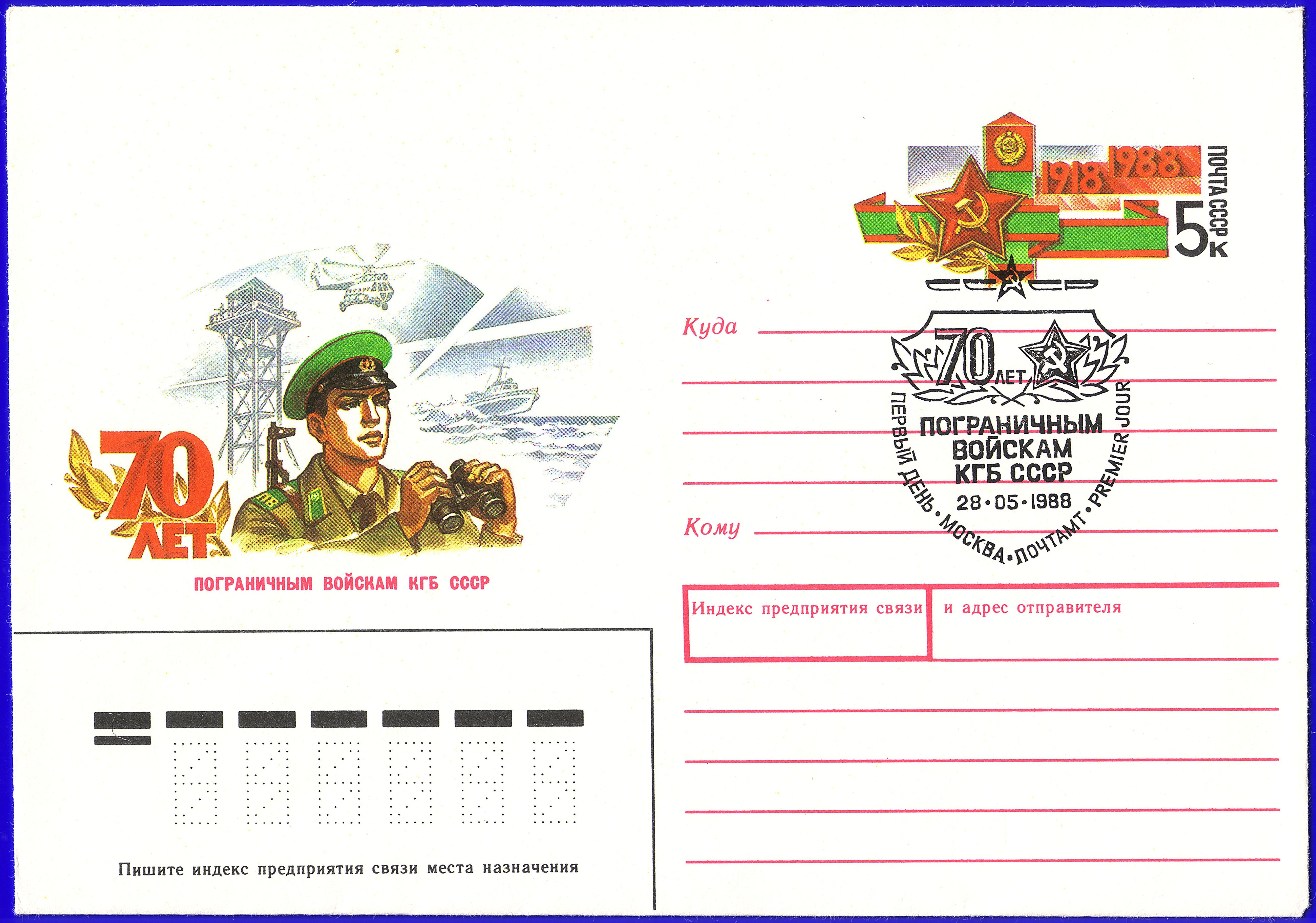
Спеціальне гасіння поштовий конверт і марка на честь 70-річчя прикордонних військ, 1988 рік.

День прикордонника (рос. День пограничника) — професійне свято особового складу прикордонних військ КДБ СРСР і прикордонної служби ФСБ Росії.
Відзначається щорічно 28 травня. Ця традиція донині підтримується і в деяких країнах СНД.

## Історія
Декретом Раднаркому, від 28 травня 1918 року, була заснована прикордонна охорона РРФСР . Тоді ж було створено Головне управління прикордонної охорони Української РСР, в яке в повному складі перейшли офіцери колишнього управління окремого корпусу прикордонної варти, яке охороняло деякі рубежі Російської імперії . Правонаступником цих структур стала Федеральна прикордонна служба Росії (ФПС Росії), створена указом президента Росії 30 грудня 1993 року, яка до цієї дати носила назву — прикордонні війська Комітету державної безпеки Союзу Радянських Соціалістичних Республік (ПВ КДБ СРСР). У травні 2003 року ФПС Росії перейшла у відання ФСБ і стала називатися «Прикордонна служба Федеральної служби безпеки Російської Федерації».
«День прикордонника» святкується починаючи з 1958 року, коли Рада міністрів СРСР ухвалила постанову про заснування святкування «Дня прикордонника». Саме святкування направлено на демонстрацію бойової потужності прикордонних військ, а також на підняття бойового духу офіцерів, прапорщиків, мічманів, сержантів, старшин, солдатів і матросів, які виконують військовий обов'язок перед країною на морі і на суші.
У «День прикордонника» прийнято покладати квіти до військових пам'ятників, в тому числі до Могили невідомого солдата, в знак поваги захисникам Вітчизни.

## День прикордонника на пострадянському просторі
Низка республік колишнього Союзу РСР після здобуття незалежності зберегли і продовжують відзначати це свято, наблизивши контекст до національного. Так, в Білорусії, Киргизії, Таджикистані день прикордонника відзначають 28 травня, як і в Російській Федерації.
На території України «День прикордонника» 30 квітня відзначають з 2018 року.
У Туркменістані «День прикордонників» відзначають 11 серпня, оскільки в цей день в 1992 році була створена державна прикордонна служба Туркменістану.
У Казахстані «День прикордонника» відзначають 18 серпня.
У Латвії «День прикордонника» відзначають 7 листопада з 2015 року.
У Молдові «День прикордонників» відзначають 10 червня.
В Азербайджані ж «День прикордонника» відзначають 18 серпня, бо саме 18 серпня 1919 року парламентом Азербайджанської демократичної республіки був підписаний указ «Про охорону державного кордону Азербайджанської республіки» і закон про створення прикордонної митної варти в Азербайджанській республіці. У I статті закону, що складався з 8 статей, говорилося: «Створити 99 прикордонних постів у складі 992 прикордонників вздовж всього кордону Азербайджану згідно з додатковими пунктами дислокації з метою охорони кордонів Азербайджанської республіки від незаконної торгівлі і боротьби з контрабандою». А в 2000 році президент Азербайджану Гейдар Алієв оголосив 18 серпня днем професійного свята прикордонників.